# グーフィーのトランク騒動
『グーフィーのトランク騒動』（グーフィーのトランクそうどう、原題：Baggage Buster）は、ウォルト・ディズニー・プロダクション（現：ウォルト・ディズニー・カンパニー）が制作した1941年4月18日公開のアニメーション短編映画作品。
グーフィーの短編映画シリーズの第3作目である。

## あらすじ
駅員を勤めるグーフィーが貨車に積み込むはずの手品用のトランクに翻弄されてしまう。

## スタッフ
- 製作：ウォルト・ディズニー
- 監督：ジャック・キニー

## 登場キャラクター
| キャラクター | 原語版               | 旧吹き替え版 | 新吹き替え版 |
| ------------ | -------------------- | ------------ | ------------ |
| グーフィー   | ジョージ・ジョンソン | 小山武宏     | 島香裕       |
| ナレーター   | -                    | 土井美加     | -            |